# Puccinellia arctica
Puccinellia arctica là một loài thực vật có hoa trong họ Hòa thảo. Loài này được (Hook.) Fernald & Weath. miêu tả khoa học đầu tiên năm 1916.